# Grand Prix Formule 1 van Brazilië 1996
De Grand Prix Formule 1 van Brazilië 1996 werd gehouden op 31 maart 1996 in Interlagos.

## Uitslag
| Positie | Nr | Rijder                | Team               | Ronden | Tijd/Opgave | Startplaats | Punten |
| ------- | -- | --------------------- | ------------------ | ------ | ----------- | ----------- | ------ |
| 1       | 5  | Damon Hill            | Williams-Renault   | 71     | 1:49:52.976 | 1           | 10     |
| 2       | 3  | Jean Alesi            | Benetton-Renault   | 71     | +17.982     | 5           | 6      |
| 3       | 1  | Michael Schumacher    | Ferrari            | 70     | +1 Ronde    | 4           | 4      |
| 4       | 7  | Mika Häkkinen         | McLaren-Mercedes   | 70     | +1 Ronde    | 7           | 3      |
| 5       | 19 | Mika Salo             | Tyrrell-Yamaha     | 70     | +1 Ronde    | 11          | 2      |
| 6       | 9  | Olivier Panis         | Ligier-Mugen-Honda | 70     | +1 Ronde    | 15          | 1      |
| 7       | 2  | Eddie Irvine          | Ferrari            | 70     | +1 Ronde    | 10          |        |
| 8       | 10 | Pedro Diniz           | Ligier-Mugen-Honda | 69     | +2 Rondes   | 22          |        |
| 9       | 18 | Ukyo Katayama         | Tyrrell-Yamaha     | 69     | +2 Rondes   | 16          |        |
| 10      | 20 | Pedro Lamy            | Minardi-Ford       | 68     | +3 Rondes   | 18          |        |
| 11      | 22 | Luca Badoer           | Forti-Ford         | 67     | +4 Rondes   | 19          |        |
| 12      | 12 | Martin Brundle        | Jordan-Peugeot     | 64     | Spin        | 6           |        |
| NF      | 11 | Rubens Barrichello    | Jordan-Peugeot     | 59     | Spin        | 2           |        |
| NF      | 15 | Heinz-Harald Frentzen | Sauber-Ford        | 36     | Motor       | 9           |        |
| NF      | 8  | David Coulthard       | McLaren-Mercedes   | 29     | Spin        | 14          |        |
| NF      | 14 | Johnny Herbert        | Sauber-Ford        | 28     | Motor       | 12          |        |
| NF      | 6  | Jacques Villeneuve    | Williams-Renault   | 26     | Spin        | 3           |        |
| NF      | 4  | Gerhard Berger        | Benetton-Renault   | 26     | Hydraulica  | 8           |        |
| NF      | 23 | Andrea Montermini     | Forti-Ford         | 26     | Spin        | 20          |        |
| NF      | 16 | Ricardo Rosset        | Arrows-Hart        | 24     | Spin        | 17          |        |
| NF      | 17 | Jos Verstappen        | Arrows-Hart        | 19     | Motor       | 13          |        |
| NF      | 21 | Tarso Marques         | Minardi-Ford       | 0      | Spin        | 21          |        |

## Wetenswaardigheden
- Tarso Marques en Pedro Diniz zagen hun kwalificatietijden geschrapt. Ze moesten achteraan starten.
- Johnny Herbert startte vanuit de pitlaan nadat hij van wagen gewisseld had door een elektrisch probleem.
- Het regende erg hard tijdens de race.

## Statistieken
| Pole-position | Damon Hill | Williams-Renault | 1:18.111 |
| Snelste ronde | Damon Hill | Williams-Renault | 1:21.547 |

## Noot
- Dit was het debuut van de Braziliaanse coureur Tarso Marques.
- Vijftiende Grand Prix-winst voor Damon Hill, en hiermee ging hij voorbij aan het record van zijn vader, Graham Hill.

1972 · 1973 · 1974 · 1975 · 1976 · 1977 · 1978 · 1979 · 1980 · 1981 · 1982 · 1983 · 1984 · 1985 · 1986 · 1987 · 1988 · 1989 · 1990 · 1991 · 1992 · 1993 · 1994 · 1995 · 1996 · 1997 · 1998 · 1999 · 2000 · 2001 · 2002 · 2003 · 2004 · 2005 · 2006 · 2007 · 2008 · 2009 · 2010 · 2011 · 2012 · 2013 · 2014 · 2015 · 2016 · 2017 · 2018 · 2019